# Ralf Schulenberg
Ralf Schulenberg (* 15. August 1949 in Erfurt) ist ein ehemaliger deutscher Fußballspieler. In der höchsten Spielklasse des DDR-Fußballs, der Oberliga, spielte er für den FC Rot-Weiß Erfurt und den BFC Dynamo.

## Sportliche Laufbahn

### Gemeinschafts- und Clubstationen
Ralf Schulenberg begann mit neun Jahren bei der Betriebssportgemeinschaft Aufbau Erfurt mit dem Fußball. Bereits 1959 wurde der talentierte Junge in die Nachwuchsabteilung der Fußballsektion des SC Turbine Erfurt, aus der im Januar 1966 der FC Rot-Weiß Erfurt entstand, delegiert. Bei den Blumenstädtern debütierte er in der 1968/69 im ostdeutschen Oberhaus. Gerade 19 Jahre alt geworden lief er am 24. August 1968 beim 5:2-Heimsieg der Erfurter gegen den HFC Chemie gleich in der Startelf auf. Im weiteren Verlauf seiner Premierenerstligaspielzeit wurde der Angreifer noch sechs weitere Male eingesetzt.
Im Sommer 1969 wechselte der gelernte Mechaniker vom FC Rot-Weiß zum BFC Dynamo. Mit den Weinroten aus Hohenschönhausen erreichte Schulenberg 1971/72 das Halbfinale im Europapokal der Pokalsieger. Seine erfolgreichste Saison mit Blick auf die Torausbeute gab es für den 1,71 Meter großen Angreifer in seiner vorletzten Erstligaspielzeit: 1975/76 traf er siebenmal. Hinzu kamen drei Torerfolge im parallel ausgespielten Pokalwettbewerb dieser Saison. Zum Jahreswechsel 1976/77 beendete der Flügelstürmer wegen einer Knieverletzung seine Laufbahn beim BFC Dynamo in der Oberliga. Später reaktiviert, war der frühere Nationalspieler – unterbrochen von einem halbjährigen Wechsel zur BSG Aufbau Erfurt – bis 1983/84 bei der BSG Motor Rudisleben-Ichtershausen in der zweitklassigen Liga aktiv. Im Anschluss lief er zum Karriereausklang für die BSG Einheit Bad Berka auf.

### Auswahleinsätze
Schulenberg bestritt vier Spiele für die DDR-Juniorenauswahl. Er zählte bereits nach seinem ersten Testspiel im April 1967 zum Kader ostdeutschen U-18 beim UEFA-Juniorenturnier, der inoffiziellen Europameisterschaft dieser Altersklasse, in der Türkei im Mai dieses Jahres. Trotz eines Sieges mit Schulenberg-Tor am letzten Vorrundenspieltag gegen Schweden (2:1) konnten die DDR-Junioren nicht das Halbfinale erreichen.
In der A-Nationalelf kam er 1972 zweimal gegen Uruguay – beides Länderspiele nach FIFA-Lesart – und einmal gegen Ghana zum Einsatz. Die Begegnung gegen das afrikanische Team, ausgetragen beim olympischen Fußballturnier in München, ging parallel als Partie für die Olympiamannschaft der DDR in die DFV-Annalen ein. Mit der Olympiaelf gewann er bei den Sommerspielen 1972 die Bronzemedaille. Neben dem Ghana-Spiel wurde der BFC-Stürmer auch gegen Mexiko eingesetzt, stand aber insgesamt nur in 34 der 660 bei diesem Turnier von der Buschner-Elf absolvierten Minuten auf dem Feld.

## Weiterer Werdegang
Als gelernter Mechaniker arbeitete Schulenberg in der Instandhaltung des VEB Chemieanlagen Rudisleben. Nach der Maueröffnung ging er am 24. November 1989 ins Ruhrgebiet, wo er anfangs als Kraftfahrer arbeitete, später bei Borussia Mönchengladbach im Wachdienst.